# 馬阿特斯
馬阿特斯（西班牙語：Mahates）是哥倫比亞的城鎮，位於該國北部，由玻利瓦省負責管轄，始建於1533年4月17日，面積479平方公里，海拔高度9米，2005年人口22,983，居民主要是麥士蒂索人。

## 外部連結
- （西班牙文） Mahates official website （页面存档备份，存于）
- （西班牙文） Mahates municipality official website

10°14′N 75°11′W / 10.233°N 75.183°W